# Artem Novikov
Artem Eduardovich Novikov (russo: Артцм Цдуардович Новиков) é um político quirguiz atuou como primeiro ministro interino do Quirguistão de 2020 a 2021, já que os poderes oficiais de Sadyr Japarov estão suspensos até os resultados das eleições presidenciais de janeiro de 2021.

## Vida precoce e educação
Nasceu em 13 de janeiro de 1987 na cidade de Frunze, capital da RSS Quirguiz. Em 2007 formou-se no Instituto Mecânico de Leningrado com graduação em economia.

## Carreira
- 2004-2006 - Contador na West Ala-so;
- 2006-2007 - Contador na Ataturk OMF;
- 2007-2008 - Estagiário, intérprete de política de investimentos do Ministério do Desenvolvimento Econômico e Comércio;
- 2008-2009 - Diretor de Política de Investimentos do Ministério do Desenvolvimento Econômico;
- 2009 - Especialista no Departamento de Análise de Impacto Regulatório do Escritório do Governo quirguiz;
- 2009-2010 - Especialista em Gestão de Recursos Humanos do CARIA;
- 2011-2012 - Conselheiro do Primeiro-Ministro Omurbek Babanov;
- 2014-2015 - Conselheiro do Primeiro-Ministro Joomart Otorbayev;
- 2015 - Conselheiro do Primeiro-Ministro Aala Karashev;
- Em maio de 2017, foi nomeado chefe do Departamento de Análise Financeira e Econômica e Monitoramento do Desenvolvimento do Gabinete do Presidente da República Quirguiz;
- 2017 a 2018, foi ministro da Economia do Quirguistão;
- Em janeiro de 2020, ele foi nomeado conselheiro do primeiro-ministro Mohammadkalay Abylgaziyev.
- Em 14 de outubro de 2020, tornou-se o primeiro vice-primeiro-ministro do Quirguistão.  Após a suspensão do cargo do primeiro-ministro quirguiz Sadyr Japarov em 14 de novembro de 2020, em conexão com sua participação nas eleições presidenciais antecipadas do Quirguistão, marcadas para 10dejaneiro de 2021, o primeiro vice-primeiro-ministro do Quirguistão, Artyom Novikov, tornou-se o primeiro-ministro interino do Quirguistão.

## Vida pessoal
Ele é um russo étnico, o 5º étnico russo a ser um primeiro-ministro do Quirguistão. Em fevereiro de 2018, o governo destinou 36.000 soms para um curso de três meses na língua quirguiz para Novikov. O próprio Novikov afirmou que, como o russo é uma língua oficial do Estado, ele não tinha razão para estudar quirguiz antes.